# Michal Červeň
Michal Červeň (ur. 16 grudnia 1977 w Liptowskim Mikułaszu) – słowacki siatkarz, reprezentant kraju, grający na pozycji środkowego. W reprezentacji Słowacji wystąpił 84 razy.

## Sukcesy klubowe
Mistrzostwo Słowacji:
- 2005, 2015
- 2016
- 2004, 2017

Puchar Słowacji:
- 2005, 2016, 2017

Mistrzostwo Czech:
- 2007

## Sukcesy reprezentacyjne
Liga Europejska:
- 2008
- 2007

## Nagrody indywidualne
- 2015: Najlepszy blokujący słowackiej Extraligi w sezonie 2014/2015